# 사생아 프랑수아

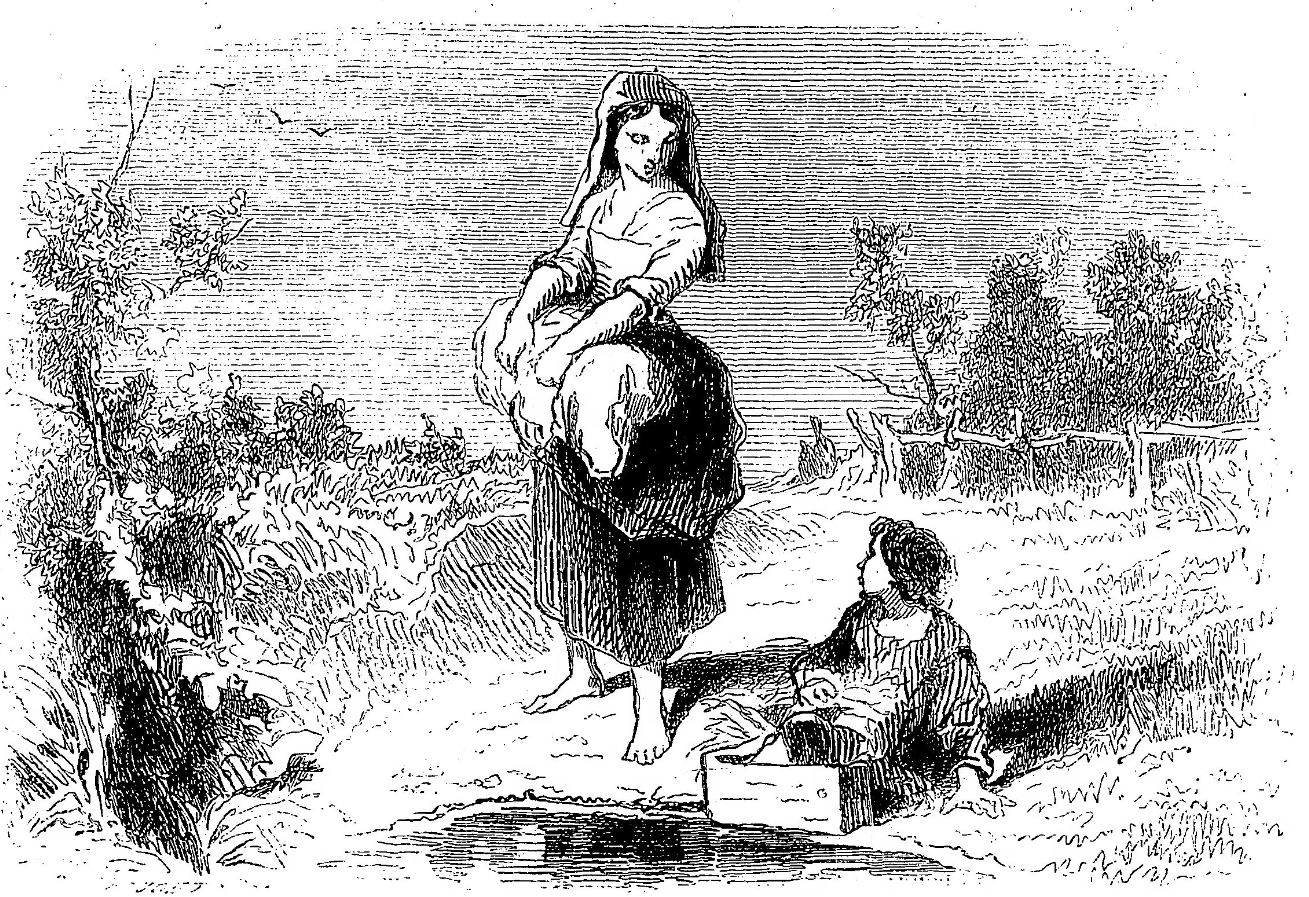

사생아 프랑수아(François le Champi)는 조르주 상드가 쓴 19세기의 전원소설이다. 위안이 절실히 필요했던 시절에 지어졌다. 버려진 아이에 대한 사회적 편견에 맞서 대항하고, 고아에 대한 부유층 사람들의 무관심하고 편협한 행위를 일깨운다. 자신도 모르는 사이에 혈연관계로 이어지게 되는 사람들 간의 신비로운 애정에 관한 상드의 관심은, 마들렌과 프랑수아의 숭고한 사랑을 감싸고 있는 그 독특한 관능성의 이해로 이어진다.

## 배경
조르주 상드가 ≪사생아 프랑수아≫의 머리말에서 전원에 대한 꿈을 ‘세파에 찌들고 지친 영혼이 숨어들고 싶어 하는 향기로운 에덴동산’에 비유하면서 떠올리고 있는 것은 무엇보다 이 소설을 쓰면서 느낀 즐거움이었다. 그 시절 상드에게는 위로와 위안이 절실히 필요했다.
평화로운 전원의 한가운데서 ≪사생아 프랑수아≫가 완성되었다. 상드는 이 소설을 ‘밤 모임’에서 들은 이야기를 옮겨 쓰는 형식으로 전개하고 있다. 상드는 당시의 친구 롤리나를 통해 “우리는 농가에서 있는 밤 모임에 갔었다. 삼 농사를 짓는 사람이 새벽 2시까지 여러 편의 이야기를 들려주었다. 신부의 하녀가 그가 이야기하는 것을 거들어주기도 했고 그 대신 이야기를 이어나가기도 했다”고 말한다. ≪사생아 프랑수아≫에도 역시 삼 농사꾼, 노파, 호기심 많은 처녀, 그리고 주의 깊게 귀 기울여 듣는 사람이 등장한다. 이런 소재는 소설의 제재를 구성하기에는 불충분했지만 작가의 상상력이 계속 진전됨에 따라 과거에 체험한 추억들과 인상들로 윤색되었다.
1843년 3월의 어느 날, ‘팡쉐트’라는 이름의 한 여자아이는 라샤트르의 거리에서 떠돌아다니고 있었다. 양어머니가 양육원에 다시 데려다 주려고 하는 사생아 프랑수아의 운명은 실제로 있었던 이 삽화적 사건이 문학적으로 전환된 것이다. 상드는 ≪사생아 프랑수아≫에서 버려진 아이에 대한 주제를 다루면서 사회적 편견에 맞서 대항하고, 고아에 대한 부유층 사람들의 무관심하고 편협한 행위를 일깨워 준다.
상드는 한 여자가 자신보다 연하거나 사회적으로 보다 열등한 계층, 혹은 마들렌에 비해 본 프랑수아의 경우처럼 이 두 가지 특성을 동시에 갖추고 있는 남자로부터 사랑을 받는 경우를 창안해 내기 좋아했다. 정확히 말해서 상드는 그런 식의 사랑을 꿈꾸었고, 그 꿈이 실생활로 옮겨 그런 상황에 여러 번 처했었다. 1847년에 빅토르 보리와의 사랑은 그런 모습으로 한 번 더 상드에게 다가온다. 이 점에서 마들렌과 프랑수아의 숭고한 사랑을 감싸고 있는 그 독특한 관능성을 이해할 수 있다.
상드가 쇼팽과 이별하고, 새로이 선택한 사람이 빅토르 보리였다. 빅토르 보리는 1818년생으로 상드보다 열네 살 연했다. 상드는 보리를 1844년부터 알고 지냈다. 보리는 르루 형제의 추천으로 ＜앵드르의 정찰병＞지의 편집인으로 상드에게 발탁된다. 상드는 3년 동안 거의 모성애에 가까운 애정으로 보리를 대했다.
≪사생아 프랑수아≫ 속의 상황과 상드의 삶에는 유사점이 있다. 프랑수아가 자니의 친구였던 것처럼 보리 역시 상드의 아들 모리스의 친구였다. 또한 보리와 모리스의 나이 차이 역시 5살이었다. 자니는 모리스를 연상시킨다. 모리스 역시 소년 시절에 오랫동안 허약했고, 자라서는 자니처럼 상냥하지만 경박한 청년이 되었다.
마들렌 블랑셰에게서는 여러 가지로 오로르 뒤드방의 모습을 엿볼 수 있다. 불행한 결혼, 강한 자존심, 어딘가 처량한 듯한 모습, 역경 속에서도 이웃에게 사랑을 베푸는 자비심이 그렇다. 또한 마들렌은 더 멀리는 ≪복음서≫와 ≪성인전≫을 읽으면서 열렬한 신앙심을 품고 있는 소녀, 오로르 뒤팽의 모습과도 닮았다. 이러한 이미지의 일치가 흥미롭다. 행실이 나쁜 사람들과 어울리고, 사업에 서툴고, 자신이 잘못한 일임에도 남에게 화를 내는 옹졸한 카데 블랑셰의 경우에는 카지미르 뒤드방을 자연스럽게 떠올릴 수 있다. 이러한 이미지의 차용들이 소설가가 상상 속에서 즐기는 유희다.
상드는 배경 묘사에 그리 많은 수고를 들이지는 않는다. 그렇지만 상드는 카데 블랑셰의 물방앗간에 소설적 명칭을 부여하는 일에는 신중을 기했다. 그리하여 카데 블랑셰의 물방앗간에 상상의 명칭을 붙였고 상드는 그것으로 배경 묘사는 충분하다고 생각한다. 소설에 등장하는 다른 지명들은 모두 실제와 일치한다. 아마도 게랭 방앗간만이 예외일 것이다.